# Bengt Hasselrot
Bengt Hasselrot (* 12. August 1910 in Stockholm; † 27. September 1974) war ein schwedischer Romanist.

## Leben
Hasselrot promovierte 1937 in Uppsala mit der Arbeit Étude sur les dialectes d’Ollon et du district d'Aigle, Vaud (Uppsala/Paris 1937). 1946 wurde er Professor in Kopenhagen, 1950 Dozent in Uppsala. Von 1959 bis 1972 war er (als Nachfolger von Paul Falk) Professor für Romanische Sprachen an der Universität Uppsala (Nachfolger: Lennart Carlsson). Hasselrot war seit 1930 mit der aus der Schweiz stammenden Marie-Louise (geborene Muller, 1901–1973) verheiratet.

## Werke
- Du changement de genre comme moyen d’indiquer une relation de grandeur dans les langues romanes. Uppsala / Leipzig 1945.
- Benjamin Constant og Bernadotte. De l’esprit de conquête et de l’usurpation og dens tilblivelse. Kopenhagen 1950.
- (Hrsg.) Nouveaux documents sur Benjamin Constant et Mme de Staël. Kopenhagen 1952.
- (Hrsg.) Benjamin Constant, Lettres à Bernadotte. Sources et origine de l’Esprit de conquète et de l’usurpation. Paris/Genf 1952.
- (Hrsg. mit Jöran Sahlgren und Lars Hellberg) Quatrième Congrès international de sciences onomastiques. Uppsala 1952.
- (mit Arne Klum) Franska stilar för universitetsstadiet med nyckel. Stockholm 1955.
- Études sur la formation diminutive dans les langues romanes. Uppsala / Wiesbaden 1957.
- Les limites du francoprovençal et l’aire de nostron. 1966.
- Étude sur la vitalité de la formation diminutive française au XXe siècle. Uppsala 1972.